# 真船豊

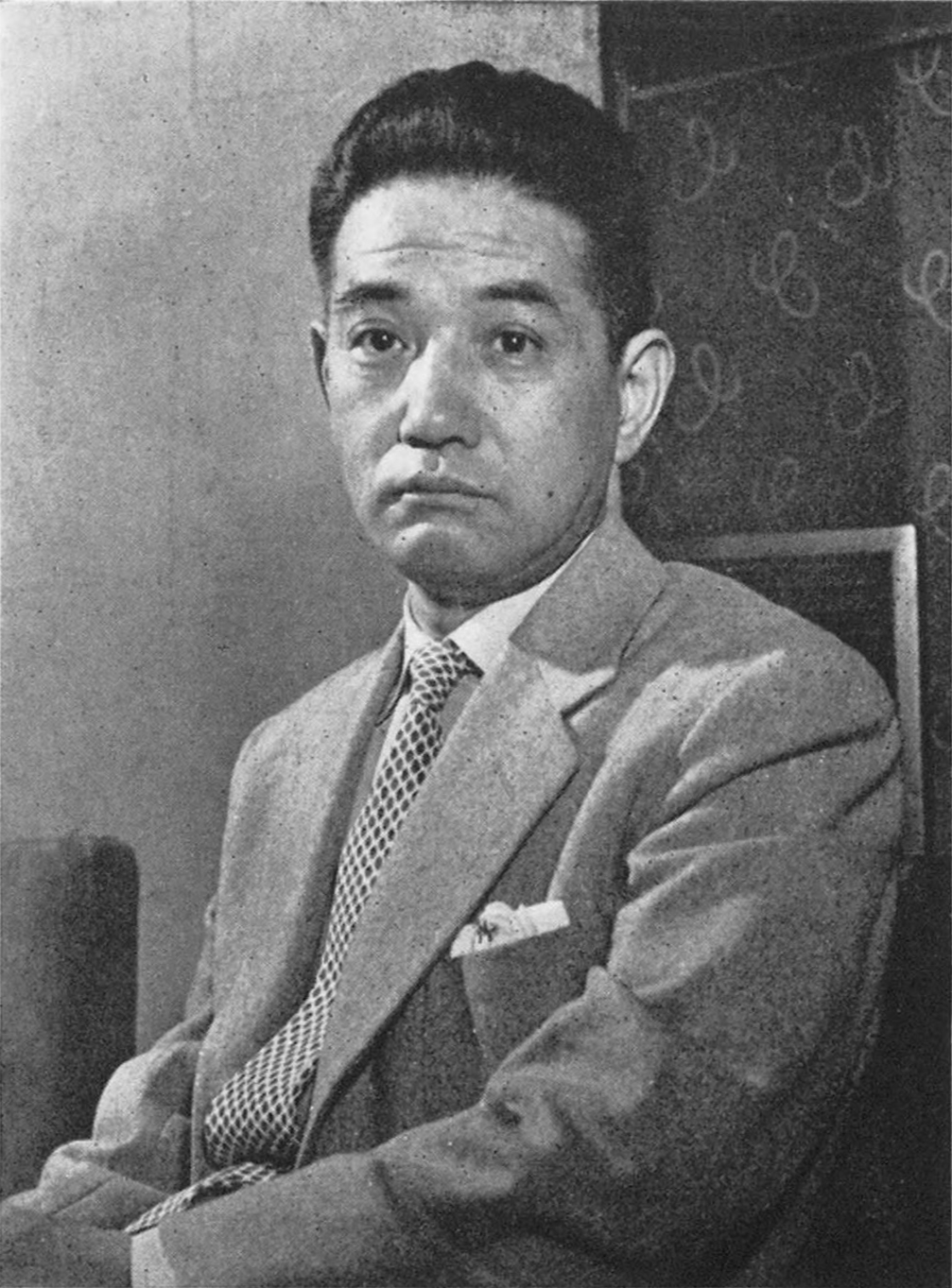
1955年

真船 豊（まふね ゆたか、1902年2月16日 - 1977年8月3日）は、劇作家、小説家。福島県生まれ。代表作に戯曲「鼬」「裸の町」「遁走譜」「中橋公館」、ラジオドラマ「なだれ」などがある。映画監督、テレビドラマ演出家の真船禎は息子。

## 概要
1902年（明治35年）、父・禎吉、母・いとの次男として福島県安積郡福良村（現：郡山市湖南町）に生まれる。小学校を卒業後、北海道の海産物商に養子に出されるが小僧扱いを受け1年余で上京、1915年（大正4年）4月、早稲田実業に入学する。この頃より芝居に熱中する。1923年（大正12年）、早稲田大学英文科で横山有策に師事する。在学中に半年ほど病院生活を送り、その後自分を鍛え直すために北海道に行き、遠軽の家庭学校の農場にて働く。
1926年（大正15年・昭和1年）、戯曲「水泥棒」「馬市が来て」を発表。1927年（昭和2年）、戯曲「寒鴨」「残された二人」を『早稲田文学』に発表。その後社会主義の影響を受けて早稲田大学を中退、四国で農民運動に参加する。1929年（昭和4年）頃、横山雄策の死去を受けて帰京する。その後大阪毎日新聞大津支局員になるが十ヶ月で退職する。1931年（昭和6年）、プロット（日本プロレタリア演劇同盟）戯曲研究会に参加、またこの頃結婚する。
1934年（昭和9年）、戯曲「鼬」が久保田万太郎の演出により創作座で上演されて注目をあびる。1936年（昭和11年）には「太陽の子」「裸の町」「見知らぬ人」、1937年（昭和12年）に「遁走譜」などの作品を発表。「太陽の子」「裸の町」は映画化もされる。また同時期には「なだれ」（1935年）、「激流」（1939年）などのラジオドラマ用の放送劇も書き、昭和13年頃はその界隈で「真船時代」と呼ばれる。
1939年（昭和14年）3月、妻が死去。10月、妻の文も載せた随想集『顔』を刊行。「太陽の子」が文学座により初演される。翌年には「遁走譜」が新協劇団により初演。1941年（昭和16年）、「山参道」を発表、新生新派により公演され、翌年、情報局賞を受ける。1942年（昭和17年）5月、満州建国十周年慶祝会に招かれる。北支も訪れる。1944年（昭和19年）3月、北京に旅行。9月、中国に旅行しハルビンで年を越す。1945年（昭和20年）12月、第二次世界大戦の終戦を受けて、引き揚げ帰国する。
戦後は笑劇（ファルス）、諷刺劇、ラジオドラマを中心に活躍。「中橋公館」（1946年）、「黄色い部屋」（1948年）、「赤いランプ」（1954年）、「善光の一生」（1963年）といった戯曲のほか、長編小説『忍冬』なども書く。1948年（昭和23年）、『真船豊選集』全5巻の刊行開始。1952年（昭和27年）3月、第3回NHK放送文化賞を受賞。1955年（昭和30年）、読売文学賞銓衡委員となる。戦後は鎌倉に住んだ。1953-56年読売文学賞選考委員。
1977年（昭和52年）8月3日死去。75歳没。墓所は渋谷区祥雲寺。1979年（昭和54年）、故郷の郡山市湖南町にある青松浜に出世作『鼬』の一節を刻んだ文学碑が建てられる。

## 著書
- 『鼬』双雅房 1935
- 『戯曲以前の言葉』双雅房 1937
- 『裸の町』双雅房 1937
- 『なだれ ラヂオドラマ集』双雅房 1938
- 『遁走譜』双雅房 1938
- 『顔 随想集』双雅房 1939
- 『廃園』双雅房 1939
- 『見しらぬ人』創元社 1939
- 『孤雁』創元社 1940
- 『緑窓日記』創元社 1941
- 『田園』小山書店 1942
- 『真船豊集』坂上書院 1942（昭和演劇新書）
- 『山参道』二見書房 1942
- 『孤園独語 随筆集』小山書店 1942
- 『鶉』小山書店 1943
- 『梅原龍三郎』石原求竜堂 1944
- 『戯曲について』高山書院 1946
- 『中橋公園』桜井書店 1946
- 『姉妹』八雲書店 1947
- 『ねむりねこ』小山書店 1948
- 『美について』文藝春秋新社 1948
- 『真船豊選集』全5巻 小山書店 1948-50
- 『陽気な家族』板垣書店 1949
- 『忍冬 長篇小説』木曜書房 1949
- 『真船豊ラジオ・ドラマ選集』宝文館 1951
- 『白魚 小説集』創元社 1951
- 『真船豊一幕劇集』未來社 1957
- 『孤独の徒歩』新制社 1958
- 『美と愛と人生』文理書院 1967